# Anand Jon
Anand Jon Alexander (* 1973 in Kerala) ist ein amerikanischer Modedesigner. 

## Leben
Er entwarf 1999 erstmals seine eigene Modelinie. Im Jahr 2007 wurde Jon von einer Frau beschuldigt, sie vergewaltigt zu haben und daraufhin festgenommen. In den darauffolgenden Ermittlungen stellte sich heraus, dass er seit 2002 mehrere Frauen, zum Teil auch minderjährige Mädchen vergewaltigt und sexuell missbraucht hatte. 2009 wurde er in den USA zu einer Haftstrafe von 59 Jahren Gefängnis verurteilt. Anand Jon war unter anderem durch die Sendung America’s Next Top Model bekannt geworden.